# Concepció Badia i Millàs
Concepció Badia i Millàs, auch Conxita genannt (* 14. November 1897 in Barcelona; † 2. Mai 1975) war eine katalanische Sängerin. Sie war eine der bekanntesten Sopranistinnen des 20. Jahrhunderts auf dem Gebiet des klassischen und populären Gesangs.

## Leben und Werk
Badia war eine Schülerin von Enric Granados. 1913 debütierte sie im Palau de la Música Catalana von Barcelona in Wagners Parsifal. Als junger Interpretin wurden einige Werke für sie geschrieben und zum Teil ihr auch gewidmet. Genannt seien hier Gracia mía i Llorad corazón von Enric Granados (1913), Verger de galanies von Robert Gerhard, Excelsior von Felip Pedrell (1921) und Madrigals i Amoroses von Apel·les Mestres. Sie interpretierte in ihrer gesamten künstlerischen Karriere Granados-Werke. 1935 widmete ihr Pau Casals sieben Lieder. Wegen ihrer ausdrucksstarken Diktion und ihrer hervorragenden Sprachenkenntnisse galt sie als herausragende Liedinterpretin. In ihrem Programm befanden sich Konzert- und Kunstlieder von katalanischen Komponisten wie Francesc Alió, Pau Casals, Felip Pedrell und Joaquim Nin.
1930 arbeitete sie bereits in São Paulo mit Heitor Villa-Lobos zusammen. 1939 ließ sie sich in Buenos Aires nieder. Sie wurde dort bevorzugte Interpretin des dort ebenfalls im Exil lebenden Manuel de Falla. Sie interpretierte dort auch argentinische Künstler wie José María Castro, Gilardo Gilardi, Alberto Ginastera, Carlos Gustavino, López Buchardo, Carlos Suffern.
Badia trat in den wichtigsten Konzertsälen Argentiniens und Uruguays auf und machte katalanische Kunstliedmusik in Südamerika bekannt. Durch ihre musikpädagogische Arbeit etablierte sie in Südamerika eine Schule, die ihre Musikästhetik und ihre Musikrichtung weitertrug. 1946 kehrte sie nach Europa, nach Katalonien, zurück und wurde hier zu einer wichtigen Multiplikatorin von südamerikanischer Kunstmusik. Die Schönheit ihrer Stimme und die Reinheit ihrer Interpretationen faszinierten die Musikkritik wie das Publikum.
Nach ihrer Rückkehr wurde Badia Professorin für Gesang am Conservatori de Música de Barcelona. Hier wurde sie unter anderem Lehrerin von Montserrat Caballé. Sie unterrichtete zahlreiche angehende Sänger bei den Internationalen Musikkursen von Santiago de Compostela und gab so ihr Wissen weiter.
Badia erhielt zahlreiche Auszeichnungen und Ehrungen, darunter 1969 die Goldmedaille der Stadt Barcelona. Badia hat eine überaus große Diskografie vorzuweisen.